# Acopa borealis
Acopa borealis är en fjärilsart som beskrevs av Dyar 1917. Acopa borealis ingår i släktet Acopa och familjen nattflyn. Inga underarter finns listade i Catalogue of Life.